# Lassine Sinayoko
Lassine Sinayoko, né le 8 décembre 1999 à Bamako, qui a grandi à Taverny dans le quartier des pins, est footballeur international malien évoluant au poste d'ailier ou d'avant-centre pour l'AJ Auxerre.

## Biographie

### Carrière en club
Lassine Sinayoko fait ses débuts avec la réserve de AJ Auxerre en 2017.
Le 18 juin 2019, Lassine Sinayoko signe son premier contrat professionnel avec l'AJ Auxerre.

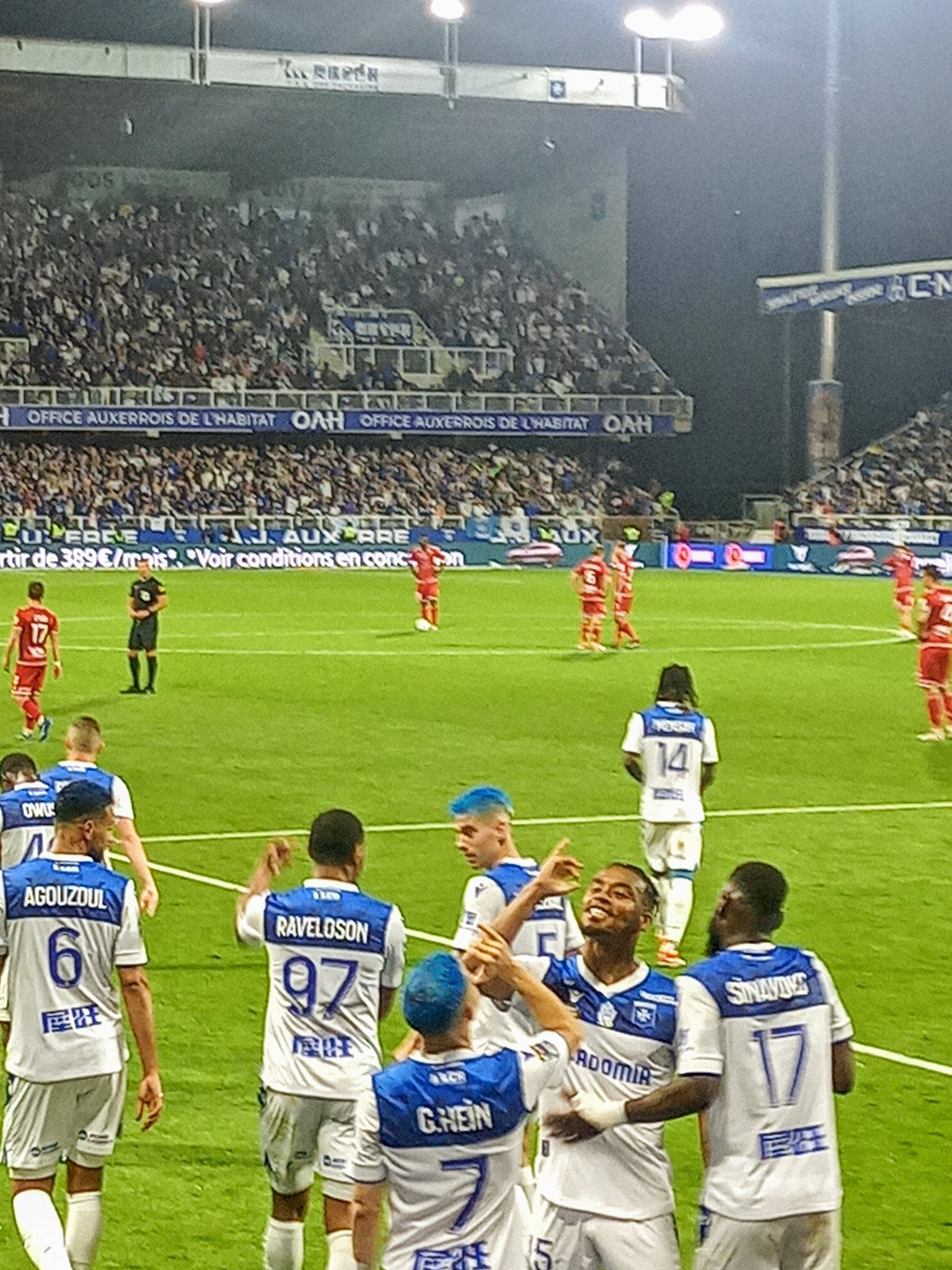
Lassine Sinayoko et ses coéquipiers le 17 mai 2024 lors de leur sacre de champion de France de L2

Lors de la saison 2019-2020, Lassine Sinayoko évolue en National 3 dans un duo d'attaque avec Yanis Begraoui. Dans une saison interrompue par la Covid-19, il inscrit quatre buts et permet la montée de la réserve de l'AJ Auxerre en National 2.
La saison suivante, seulement neuf journées de National 2 ont été jouées en raison de la pandémie de Covid-19. Lassine Sinayoko termine meilleur buteur du groupe B de National 2 en inscrivant six buts.
En parallèle, il fait ses débuts en Ligue 2 le 10 avril 2021 en remplaçant Hamza Sakhi dans le temps additionnel lors d'une victoire 4-0 contre les Chamois niortais.
Lors de la saison 2021-2022, Lassine Sinayoko intègre la rotation de l'AJ Auxerre. Il délivre notamment deux passes décisives lors des deux premières journées de championnat contre Amiens SC et le Grenoble Foot 38.
Le 1er novembre 2021, Lassine Sinayoko inscrit son premier but en Ligue 2 contre le Valenciennes FC participant à la victoire de l'AJ Auxerre sur le score de 2-1.

### Carrière internationale
Lassine Sinayoko est appelé pour la première en sélection nationale malienne en septembre 2021, dans le cadre des éliminatoires de la Coupe du monde 2022. Il honore sa première sélection le 9 septembre 2021, contre l'Ouganda (score : 0-0). En décembre 2021, Sinayoko est retenu par le sélectionneur Mohamed Magassouba pour participer à la Coupe d'Afrique des nations 2021. Le 2 janvier 2024, il est retenu dans la liste des vingt-sept joueurs maliens sélectionnés par Éric Chelle pour disputer la Coupe d'Afrique des nations 2023.

## Statistiques

### En club
| Saison                | Club                  | Championnat           | Championnat | Championnat | Coupe(s) nationale(s) | Coupe(s) nationale(s) | Total | Total |
| Saison                | Club                  | Division              | M.          | B.          | M.                    | B.                    | M.    | B.    |
| 2020-2021             | AJ Auxerre            | Ligue 2               | 2           | 0           | -                     | -                     | 2     | 0     |
| 2021-2022             | AJ Auxerre            | Ligue 2               | 31+3        | 3           | 2                     | 1                     | 36    | 4     |
| 2022-2023             | AJ Auxerre            | Ligue 1               | 33          | 1           | 2                     | 0                     | 35    | 1     |
| 2023-2024             | AJ Auxerre            | Ligue 2               | 34          | 8           | 1                     | 1                     | 35    | 9     |
| 2024-2025             | AJ Auxerre            | Ligue 1               | 34          | 5           | 1                     | 0                     | 35    | 5     |
| Total sur la carrière | Total sur la carrière | Total sur la carrière | 137         | 17          | 6                     | 2                     | 143   | 19    |

### En sélection nationale

#### Liste des matchs internationaux
| Matchs internationaux de Lassine Sinayoko | Matchs internationaux de Lassine Sinayoko | Matchs internationaux de Lassine Sinayoko  | Matchs internationaux de Lassine Sinayoko | Matchs internationaux de Lassine Sinayoko | Matchs internationaux de Lassine Sinayoko | Matchs internationaux de Lassine Sinayoko |
|                                           | Date                                      | Lieu                                       | Adversaire                                | Résultat                                  | Compétition                               | Notes                                     |
| ----------------------------------------- | ----------------------------------------- | ------------------------------------------ | ----------------------------------------- | ----------------------------------------- | ----------------------------------------- | ----------------------------------------- |
| 1.                                        | 6 septembre 2021                          | Mandela National Stadium, Kampala, Ouganda | Ouganda                                   | 0 - 0                                     | Éliminatoires de la Coupe du Monde 2022   | Entre en jeu à la 86e minute de jeu.      |
| 2.                                        | 7 octobre 2021                            | Stade Adrar, Agadir, Maroc                 | Kenya                                     | 5 - 0                                     | Éliminatoires de la Coupe du Monde 2022   | Entre en jeu à la 74e minute de jeu.      |

## Palmarès

### En club
- AJ Auxerre :
  - Promotion en National 2 en 2020 avec l'équipe réserve
  - Champion de France de Ligue 2 lors de la saison 2023-2024

### Distinctions individuelles
- Meilleur buteur du groupe B de National 2 lors de la saison 2020-2021 avec 6 buts